# Львівська крейдова западина
Льві́вська кре́йдова запа́дина — геологічна структура на Західній Україні, в межах Волинської, Львівської, Івано-Франківської, Чернівецької областей.

## Розташування
На заході виходить за межі сучасної України, з південного заходу обмежена лінією Немирів — Мала Горожанна — Стрий, далі на південному сході вона перетинає Передкарпатський прогин і занурюється під Карпатську покривно-складчасту споруду. Львівська крейдова западина становить верхній структурний поверх західної частини Львівського палеозойського прогину і фрагменту Західноєвропейської платформи. Вона утворилася в результаті опускання суходолу і морської трансгресії, що охопили цю територію, починаючи з ранньокрейдової епохи.

## Параметри
Вісь максимального прогинання проходить поблизу Рава-Руського розлому (до 1200 м). Основа сучасного рельєфу — крейдові відклади. З піщаними верствами пізньокрейдового віку пов'язані родовища газу (Угерське родовище), карбонатні та піщані породи є колекторами підземних вод.